# Усть-Волчиха
Усть-Волчи́ха (рос. Усть-Волчиха) — село у складі Волчихинського району Алтайського краю, Росія. Адміністративний центр Усть-Волчихинської сільської ради.

## Населення
Населення — 964 особи (2010; 1077 у 2002).
Національний склад (станом на 2002 рік):
- росіяни — 83 %